# Халед Аль-Ейд
Халед Аль-Ейд (2 січня 1969) — саудійський вершник.
Бронзовий призер Олімпійських Ігор 2000 року в індивідуальному конкурі.
Переможець Азійських ігор 2006 (командний конкур), 2010 (командний конкур), 2018 (командний конкур) років, бронзовий призер 2010 року в індивідуальному конкурі.